# John Middleton (Fußballspieler, 1956)
John Middleton (* 24. Dezember 1956 in Skegness; † 3. Juli 2016) war ein englischer Fußballtorhüter. Der dreifache englische U-21-Nationalspieler war maßgeblich am Aufstieg von Nottingham Forest in der Zweitligaison 1976/77 beteiligt, bevor er durch Peter Shilton ersetzt wurde und zu Derby County wechselte. Seine Profikarriere endete aufgrund von Verletzungsproblemen vorzeitig im Alter von gerade einmal 23 Jahren.

## Sportlicher Werdegang
Zu Beginn der 1970er-Jahre schloss sich Middleton der Jugendabteilung von Nottingham Forest an. Bereits in jungen Jahren entwickelte er sich dort nach dem Sprung in die Profiabteilung zum Stammtorhüter. Dabei stieg er in der Saison 1976/77 unter Trainer Brian Clough als Teil einer Abwehr mit den zweitwenigsten Gegentoren auf und gewann darüber hinaus den Anglo-Scottish Cup. Dazu absolvierte er Ende Mai/Anfang Juni 1977 gegen Finnland (1:0 in Helsinki) und Norwegen (2:1 in Bergen) zwei Europameisterschaftsqualifikationsspiele für die englische U-21-Auswahl.
Trotz dieser positiv wirkenden Vorzeichen waren Trainer Clough und sein Assistent Peter Taylor der Auffassung, sich auf der Torhüterposition verstärken zu müssen. Die Ambitionen waren groß und die sportliche Leitung verpflichtete den bereits in den englischen A-Nationalmannschaft aktiv gewesenen Peter Shilton, der im Gegensatz zu Middleton „Spiele gewinnen würde“ und letztlich den Unterschied zwischen einem Mittelfeld- und Spitzenteam ausmache. Bereits im September 1977 verließ er „Forest“ in Richtung des Erstligakonkurrenten Derby County und mit bis dahin fünf Einsätzen hatte er nur einen geringen Anteil an dem überraschenden Meistertitel 1978. Bestandteil des Transfers war ein Tauschgeschäft mit Archie Gemmill, der im Gegenzug in Nottingham anheuerte.
Schon im Oktober 1977 verdrängte Middleton in Derby den vormaligen Stammkeeper Colin Boulton. Nach 34 Erstligaeinsätzen in der Saison 1977/78 folgten 19 ununterbrochene Ligapartien zu Beginn der Spielzeit 1978/79. Hartnäckige Verletzungsprobleme sorgten schließlich im November 1978 und im April 1979 für längere Genesungspausen, in denen ihn David McKellar vertrat. Er kehrte zu Beginn der Saison 1979/80 zurück und absolvierte noch einmal die ersten 13 Ligapartien, bevor ihn die nächste Zwangsunterbrechung ereilte und er schließlich seine Profikarriere beendete. Das letzte Pflichtspiel war am 27. Oktober 1979 eine 2:3-Niederlage gegen Stoke City.

## Titel/Auszeichnungen
- Anglo-Scottish Cup (1): 1977